# Obba Babatundé
Obba Babatundé (* 1. Dezember 1951 in New York) ist ein US-amerikanischer Schauspieler.
Er ist vor allem für seine wiederkehrende Rolle als Rektor Green in der Serie Dawson’s Creek bekannt. Für seine Darstellung im Fernsehfilm Miss Evers’ Boys wurde er 1997 für den Emmy nominiert. Gastrollen spielte er u. a. in den Serien Der Prinz von Bel-Air, Chicago Hope, Grey’s Anatomy und Friends. Im Film That Thing You Do! war er als Empfangschef zu sehen. Außerdem ist er auch in Ted Demmes Tragikomödie Lebenslänglich neben Eddie Murphy und Martin Lawrence zu sehen.

## Filmografie (Auswahl)
- 1990: Miami Blues
- 1991: Das Schweigen der Lämmer (The Silence of the Lambs)
- 1993: Philadelphia
- 1993: Undercover Blues – Ein absolut cooles Trio (Undercover Blues)
- 1999: Lebenslänglich (Life)
- 2000: Dawson’s Creek (Fernsehserie)
- 2001: So High
- 2004: Wie ein einziger Tag (The Notebook)
- 2004: After the Sunset
- 2004: Der Manchurian Kandidat (The Manchurian Candidate)
- 2008: The Eye
- 2009: Black Dynamite
- 2010: Criminal Minds (Fernsehserie, Episode 5x17)
- 2012: Santa Pfote 2 – Die Weihnachts-Welpen (Santa Paws 2: The Santa Pups)
- 2017: Madam Secretary (Fernsehserie, Episode 3x12)
- 2017–2021: Dear White People (Fernsehserie, 15 Episoden)
- 2018–2025: S.W.A.T. (Fernsehserie)